# Arganchy
Arganchy – miejscowość i gmina we Francji, w regionie Normandia, w departamencie Calvados.
Według danych na rok 1990 gminę zamieszkiwało 218 osób, a gęstość zaludnienia wynosiła 31 osób/km² (wśród 1815 gmin Dolnej Normandii Arganchy plasuje się na 670. miejscu pod względem liczby ludności, natomiast pod względem powierzchni na miejscu 714.).